# 触角 (附加符号)
触角（Horn、◌̛ ）是越南语使用的附加符号。仅在 Ơ ơ 和 Ư ư 使用。

## 加上声调后的形式

### Ơ ơ
Ớ ớ Ờ ờ Ở ở Ỡ ỡ Ợ ợ

### Ư ư
Ứ ứ Ừ ừ Ử ử Ữ ữ Ự ự

## 笔顺
逆时针书写，然后再往上钩出。

## Unicode编码
组合用触角是031B。
在Unicode中，觸角被編碼為組合標記，以及預組合字母。
- U+031B  ̛  COMBINING HORN ，HTML：&#795;

帶觸角符的字母之Unicode及HTML字元編碼為：
- U+01A0 Ơ LATIN CAPITAL LETTER O WITH HORN ，HTML：&#416;
- U+01A1 ơ LATIN SMALL LETTER O WITH HORN ，HTML：&#417;

與
- U+01AF Ư LATIN CAPITAL LETTER U WITH HORN ，HTML：&#431;
- U+01B0 ư LATIN SMALL LETTER U WITH HORN ，HTML：&#432;